# Nicolas Estgen
Nicolas Estgen (n. 28 februarie 1930, Dudelange⁠(d), Luxemburg – d. 26 decembrie 2019, Lëtzebuerg, Luxemburg) a fost un om politic luxemburghez, membru al Parlamentului European în perioada 1979-1984.